# Reinhard Szibor
Reinhard Szibor (* 20. März 1945 in Wendgräben) ist ein deutscher Genetiker und Hochschullehrer.

## Leben
Szibor absolvierte von 1961 bis 1965 eine Gärtnerlehre und arbeitete in diesem Beruf. 1965 machte er auf dem Zweiten Bildungsweg an der Abendschule in Magdeburg das Abitur. Von 1965 bis 1970 studierte er Biologie an der Friedrich-Schiller-Universität Jena.
Von 1970 bis 1992 arbeitete er in der Humangenetik an der Kinderklinik der Medizinischen Akademie Magdeburg. 1977 promovierte er mit einer Arbeit zum Thema Experimentelle Untersuchungen zur Problematik des Zystische-Fibrose-Screenings an der Universität Rostock. 1983 habilitierte er sich an der Medizinischen Akademie Magdeburg mit einer Arbeit zum Thema Untersuchungen zu genetischen und diagnostischen Problemen bei Patienten mit Duchenne'scher Muskeldystrophie und bei Konduktorinnen (zusammen mit Volker Steinbicker).
1986 und 1987 arbeitete Szibor am Institut für Molekulare Genetik in Berlin-Buch. Danach kehrte er in die Abteilung Humangenetik an der Kinderklinik Magdeburg zurück. 1989 erhielt er die Lehrbefähigung und ab 1993 eine Professur.
1991 begann Szibor seine Tätigkeit am Institut für Rechtsmedizin der Otto-von-Guericke-Universität Magdeburg, damals noch Medizinische Akademie Magdeburg, wo er sich besonders der DNA-Analyse widmete. Er gründete ein DNA-Labor für Forensische Genetik und eine Arbeitsgruppe „forensic ChrX research“ zusammen mit Wissenschaftlern und Wissenschaftlerinnen aus Dresden, Leipzig und Hamburg. In diesem Labor werden Vaterschafts- und andere Verwandtschaftstests durchgeführt. Dieter Krause, der Leiter des Instituts für Rechtsmedizin, wurde 2007 emeritiert. Als sein Nachfolger wurde Szibor von 2007 bis zu seiner Emeritierung im Jahr 2010 kommissarischer Direktor des Instituts.

## Forschungs- und Interessengebiete, gesellschaftliches Engagement
Szibors Forschungsgebiete sind die forensische Typisierung von Mitochondrien-DNA und von forensischen Chromosom-X-Markern.
Neben seiner wissenschaftlichen Arbeit bemüht sich Szibor seine Erkenntnisse breiteren Bevölkerungsteilen zugänglich zu machen. Insbesondere versucht er ideologisch geprägte Losungen und Programme wissenschaftlich zu hinterfragen und über religiöse und pseudoreligiöse Irrwege aufzuklären. Dazu schreibt er pointierte und kontrovers diskutierte Artikel zu verschiedenen aktuellen Themen. In diesen Artikeln setzt er sich unter anderem ein für einen umfassenden Natur- und Umweltschutz durch Gentechnik, Atomkraftwerke und das Verbot von Windkraftanlagen. Diese Artikel erscheinen bei Novo, Die Achse des Guten, Magdeburg Kompakt.
2009 wandte sich Szibor mit einem 18-seitigen Schreiben an die 11. Synode der Evangelischen Kirche in Deutschland. In diesem Schreiben versuchte er die Synode davon zu überzeugen, dass Gentechnik für die Nahrungsversorgung der Menschheit notwendig und wünschenswert ist.
Mit dem Ziel der wissenschaftlichen Weiterbildung der Menschen hält Szibor auch populärwissenschaftliche Vorträge. 2010 hielt er im Rahmen des „Wissenschaftssommers in Magdeburg“ während der „Langen Nacht der Wissenschaft“ im Institut für Rechtsmedizin den Vortrag „DNA 'weiß' mehr als Dokumente, oder wieso Molekulargenetiker Fragen zur Abstammung und Genealogie beantworten können“. In der zweijährigen für die interessierte Allgemeinheit offenen Vortragsreihe „Forschung verstehen“ in den Jahren 2014 und 2015 im Museum für Naturkunde Magdeburg hielt Szibor den Vortrag Die verdrängte Wahrheit: Gentechnik ist unverzichtbar und längst Alltag!.

## Auszeichnungen
Auf der Tagung der International Society for Forensic Genetics 2007 in Kopenhagen erhielt Szibor den Preis für die beste Forschungsleistung der zurückliegenden Arbeitsperiode. Er erhielt den Preis für die Untersuchung von komplexen DNA-Strukturen auf dem X-Chromosom, die die Feststellung von Verwandtschaftsbeziehungen und die Identifizierung von Leichenteilen ermöglichen, die z. B. bei Flugzeugabstürzen und Terroranschlägen entstehen. Die Forschungsgruppe um Szibor entwickelte hierfür zwei forensische Chromosom-X-Kits, die nun von der Dresdner BIOTYPE AG produziert und gemeinsam mit dem amerikanischen Konzern Promega weltweit vertrieben werden. 2008 wurde Szibor mit dem Konrad-Händel-Stiftungspreis für Rechtsmedizin ausgezeichnet. 2019 erhielt Szibor die Ehrennadel des Landes Sachsen-Anhalt für sein langjähriges Wirken als Vorsitzender der Förderkreises Biederitzer Kantorei.

## Mitgliedschaften
Szibor ist Mitglied der Evangelischen Kirche. Er ist Mitglied des Forums Grüne Vernunft. Seit 1995 ist er Vorsitzender der Förderkreises Biederitzer Kantorei. Außerdem engagiert er sich im Professorenkollegium Emeritio, das sich der allgemeinverständlichen Wissensweitergabe an breite Bevölkerungsschichten widmet. Szibor ist Mitglied des Wissenschaftlichen Beirats der Zeitung Magdeburg Kompakt.

## Schriften (Auswahl)

### Fachliteratur Genetik
- Gebrauch X-chromosomaler Marker in der forensischen Genetik, 2010, Rechtsmedizin volume 20, S. 287–297, doi:10.1007/s00194-010-0662-8
- Forensik – Haplotypisierung eng gekoppelter Short Tandem Repeats (STRs), 2010 online
- Populationsgenetik des humanen X-Chromosoms, 2008, medizinische genetik volume 20, S. 293–297, doi:10.1007/s11825-008-0117-8
- Forensic mass screening using mtDNA zusammen mit Ines Plate, Herrmann Schmitter, Holger Wittig, Dieter Krause, in International journal of legal medicine, Band 120, 1. April 2006, Nr. 6, 2006, S. 372–376, doi:10.1007/s00414-006-0085-y
- Haplotyping of STR cluster DXS6801-DXS6809-DXS6789 on Xq21 provides a powerful tool for kinship testing zusammen mit Hering S, Kulisch E, Plate I, Demberger S, Krawczak M, Edelmann J, 2005, International journal of legal medicine, Band 119, S. 363–369, (PMID 16096759)
- The HumARA genotype is linked to spinal and bulbar muscular dystrophy and some further disease risks and should no longer be used as a DNA marker for forensic purposes zusammen mit Hering S, Edelmann J, 2005, International journal of legal medicine, Band 119, S. 179–180, (PMID 15690183)
- Prenatal exclusion, without involving the putative fathers, of an incestuous father-daughter parenthood zusammen mit Schmidtke J, Kühnau W, Wand D, Edelmann J, Krawczak M, 2004, Prenat Diagn 24, S. 662–664.
- Inzest und Konsanguinität, 2004, Rechtsmedizin volume 14, S. 387–395, doi:10.1007/s00194-004-0286-y
- Use of X-linked markers for forensic purposes zusammen mit Krawczak M, Hering S, Edelmann J, Kuhlisch E, Krause D, 2003, International journal of legal medicine, Band 117, S. 67–74.
- Chromosome X haplotyping in deficiency paternity testing principles and case report zusammen mit Plate I, Edelmann J, Hering S, Kuhlisch E, Michael M, Krause D, 2003, Brinkmann B, Carracedo A (Hrsg.) Progress in Forensic Genetics 9, Elsevier, Amsterdam-Lausanne-New York-Oxford-Shannon Singapore-Tokyo, S. 815–820.
- Die X-chromosomalen Mikrosatelliten DXS7130 und DXS6803 zusammen mit Edelmann, J, Lessig R, Richter K, 2002, Z Rechtmed 12, S. 288.
- Population genetic data of the STR HumD3S1358 in two regions of Germany zusammen mit Stefanie Lautsch, Ines Plate, K. Bender, D. Krause in International journal of legal medicine, Band 111, Nr. 3, 1998, S. 160–161, doi:10.1007/s004140050139
- Chromosome Y microsatellites: population genetic and evolutionary aspects zusammen mit P. de Knijff, M. Kayser, A. Caglià, D. Corach, N. Fretwell, C. Gehrig, G. Graziosi, F. Heidorn, S. Herrmann, B. Herzog, M. Hidding, K. Honda, M. Jobling, M. Krawczak, K. Leim, S. Meuser, E. Meyer, W. Oesterreich, A. Pandya, W. Parson, G. Penacino, A. Perez-Lezaun, A. Piccinini, M. Prinz, C. Schmitt, P. M. Schneider, J. Teifel-Greding, G. Weichhold, L. Roewer, in International journal of legal medicine, Band 110, Nr. 3, 1997, S. 134–140, doi:10.1007/s004140050052
- Evaluation of Y-chromosomal STRs: a multicenter study zusammen mit M. Kayser, A. Caglià, D. Corach, N. Fretwell, C. Gehrig, G. Graziosi, F. Heidorn, S. Herrmann, B. Herzog, M. Hidding, K. Honda, M. Jobling, M. Krawczak, K. Leim, S. Meuser, E. Meyer, W. Oesterreich, A. Pandya, W. Parson, G. Penacino, A. Perez-Lezaun, A. Piccinini, M. Prinz, C. Schmitt, P. M. Schneider, J. Teifel-Greding, G. Weichhold, P. de Knijff, L. Roewer in International journal of legal medicine, Band 110, Nr. 3, 1997, S. 125–133, doi:10.1007/s004140050051
- Duchenne muscular dystrophy: carrier detection by ultrasound zusammen mit Volker Steinbicker, Ludwig Von Rohden, Petra Krebs, 1984, The Lancet 1(8392):1463, doi:10.1016/S0140-6736(84)91950-0
- Red cell response to A23187 and valinomycine in Duchenne muscular dystrophy zusammen mit Uwe Till, Wolfgang Lösche, Volker Steinbicker, 1981, Acta biologica et medica Germanica 40(9):1187-1190

### Sonstige Artikel und Bücher
- COVID-19: Wer ist schuld? Eine Spurensuche von Prof. Dr. Reinhard Szibor in kompakt.media, 11. Juli 2020 online
- 2084 – eine Vision, 30. Juli 2020 online
- Sondermüll: Ideologisch grenzwertig in Magdeburg kompakt, 20. Juli 2018 online
- Agrarwende: Auf in die Zukunft, 1. Dezember 2015 online
- Die Kirche und der Goldene Reis, 28. September 2015 online
- Abschied von der Aufklärung, 3. Juli 2015 online
- Vom Sängerchor des Schulinspektors Carl-Leberecht Messow bis zur Biederitzer Kantorei des Kantors Michael Scholl: eine Dokumentation zu kulturhistorischen Fakten aus dem Jerichower Land zusammen mit anderen, Aachen: Shaker, 2014, ISBN 978-3-8440-2499-9.
- Die Sprache der Anti-Gentechnik-Kampagnen, 5. Februar 2013 online
- „Ideo-Biologie“ und neu-deutsche Naturromantik 5. Oktober 2010 online